# Radiolaria
Os radiolários (Radiolaria) são protozoários ameboides (portanto, unicelulares) que secretam esqueletos minerais intrincados, geralmente com uma cápsula central que divide a célula em duas porções: interior (endoplasma) e exterior (exoplasma). A cápsula interna central dos radiolários é esférica e perfurada, sendo constituída por quitina e ligada a um esqueleto formado por espículas de sílica ou sulfato de estrôncio. O citoplasma contém muitos vacúolos que armazenam óleo e são importantes tanto como reserva nutricional quanto na flutuação do organismo.
Os radiolários são encontrados no plâncton marinho. Seus esqueletos constituem fósseis importantes, cujo registro se estende desde o Cambriano (há 540 milhões de anos). Em certos sistemas taxonômicos, os radiolários são considerados como uma subclasse dos Actinopoda (filo Sarcodina).
Os radiolários têm diversos pseudópodes em forma de agulha, suportados por microtúbulos, designados como axópodes, que os auxiliam na flutuação. A maior parte das organelas (incluindo o núcleo celular) situam-se no endoplasma, enquanto o ectoplasma está preenchido principalmente por vacúolos superficiais e gotículas lipídicas, o que torna as células menos densas e, portanto, flutuantes. Por vezes, os radiolários abrigam também microalgas simbióticas, principalmente da família das zooxantelas, que fornecem grande parte da energia necessária a esses organismos. Tal organização encontra-se presente também entre os heliozoários, ainda que a estes falte a cápsula central e apenas produzam placas calcárias e espículas.

## Formas de vida
Os radiolários vivem de forma solitária ou em colônias. O tamanho das células solitárias varia de 30 μm a 2 mm, enquanto as formas coloniais são macroscópicas e interconectadas. Eles possuem esqueletos formados por sílica amorfa autigênica retirada diretamente da água do mar. Esse esqueleto é envolto por material citoplasmático, com algumas partes inseridas no endoplasma e no núcleo. Por esse motivo, o esqueleto não sofre dissolução em águas subsaturadas em sílica durante o período de vida do organismo.

## Taxonomia
Os radiolários possuem formato de esqueleto e estrutura bastante diversificados, contribuindo assim para sua classificação em nível genérico, pois dessa forma é possível retratar a grande variedade de formas que esse grupo possui. Por exemplo, a parede da carapaça pode ser treliçada, perfurada ou esponjosa e os espinhos podem ser circulares, sulcados, trifacetados ou tetrafacetados em seção cruzada.
A taxonomia do grupo é divergente, variando entre diferentes autores. De acordo com Patrick De Wever, os radiolários estão agrupados na classe Actinopoda e subclasse Radiolaria, que se divide em quatro superordens: Polycystina, Phaeodaria, Heliozoa e Acantharia.
| Reino:      | Protista                                   |
| Subreino:   | Protozoa                                   |
| Filo:       | Sarcomastigophora                          |
| Subfilo:    | Sarcodina                                  |
| Classe:     | Actinopoda                                 |
| Subclasse:  | Radiolaria                                 |
| Superordem: | Polycystina Phaeodaria Heliozoa Acantharia |

As ordens Spumellaria, Entactinaria, Archaeospicularia e Collodaria apresentam esqueletos com simetria radial. A ordem Spumellaria é caracterizada por possuir carapaças esféricas, elipsoides ou discoides concêntricas que fossilizam após a morte do organismo. As ordens Nassellaria, Albaillellaria e Latentifistularia possuem esqueletos com simetria não-esférica, usualmente bilateral. A ordem Nassellaria é caracterizada por apresentar formas alongadas ou cônicas devido ao arranjo de várias câmaras ou segmentos ao longo de seu eixo e também é capaz de formar fósseis.

### Polycystina
Esta superordem é composta por espécies que possuem a cápsula central total ou parcialmente perfurada (por exemplo, Spumellaria). Ela é composta pelas seguintes ordens: Archaeospicularia, Albaillellaria, Spumellaria, Entactinaria e Nassellaria.

### Phaeodaria
Esta superordem possui esqueleto de sílica, mas sua estrutura é oca e cheia de material orgânico. Após a morte do organismo, seu esqueleto dissolve-se na água do mar e por isso não fossiliza.

### Heliozoa
Os organismos desta superordem apresentam o citoplasma dividido em endoplasma e ectoplasma além de esqueleto frágil ou ausente, fato que contribui para a raridade do seu registro fóssil.

### Acantharia
A cápsula central desta superordem é perfurada por numerosos poros pequenos. Há diversos representantes desse grupo que fazem simbiose com microalgas. A composição química do esqueleto é uma característica importante em níveis taxonômicos altos dessa superordem. Seus esqueletos são compostos por celestina, não apresentando registro fóssil.

## Estrutura celular
A organização básica da célula dos radiolários é controlada pela morfologia axopodial e pela morfologia do esqueleto. A célula possui endoplasma e ectoplasma. Geralmente, o endoplasma é mais denso que o ectoplasma. O endoplasma contém um ou mais núcleos, além de mitocôndrias, dictiossomos, vacúolos e o axoplasto (que dá origem aos axópodes). Os axópodes principais são denominados de axoflagelos. O ectoplasma contém alvéolos em formato de bolhas, axópodes radiais, rizópodes em rede e vacúolos. Ele é separado do endoplasma por uma parede capsular central perfurada, chamada membrana capsular. Esta é uma das características que diferencia os radiolários dos demais protistas. A cápsula central é composta pelo endoplasma, possuindo inclusões, um ou mais núcleos e o axoplasto. A membrana capsular é composta por quitina (ou pseudoquitina), fusules (pequenos tubos pelos quais passam os filamentos axopodiais) e fissuras capsulares. Os axópodes são prolongamentos citoplasmáticos longos, finos e rígidos. Eles também são retráteis em condições de estresse.
Os espumelários apresentam numerosos poros distribuídos por toda a membrana. Os nasselários têm poros concentrados em uma porção da membrana capsular, apresentando fusules grandes distribuídos no podocone.

## Função celular
O ectoplasma desempenha uma importante função na manutenção da posição do organismo na coluna de água, sendo também responsável pela digestão e respiração da célula. O endoplasma desempenha principalmente funções reprodutivas. A cápsula central tem a capacidade de regenerar todas as partes do organismo. A membrana capsular limita externamente a cápsula central. Os axópodes funcionam como mecanismo para a captura de presas, auxiliando assim na captura de alimento. Eles também ajudam na manutenção da posição vertical do organismo na coluna de água (através da expansão e contração dos vacúolos) e no transporte de sílica obtida por meio de presas. O corpo extracapsular é composto pelo ectoplasma (com suas diversas inclusões) e por pseudópodes. Ele é dividido em sarcomatriz, calima e sarcodíctio de acordo com sua localização (da mais interna para a mais externa). Os radiolários possuem filópodes que são finos prolongamentos utilizados para engolfar suas presas, levando-as até os vacúolos digestivos. Os filópodes têm sua origem no sarcodíctio.

## Locomoção
Estudos de laboratório demonstraram que os radiolários têm a capacidade de rastejar e se fixar a objetos flutuantes.[carece de fontes?] Sua flutuabilidade é em virtude de seu conteúdo lipídico nos vacúolos. Para mergulhar, os radiolários ejetam o conteúdo vacuolar, tornando assim o citoplasma mais denso. Caso haja perda de ectoplasma e axópodes, o organismo tende a afundar. A movimentação vertical dos radiolários na coluna de água também pode se dar por mudanças na temperatura e/ou movimentos de massas de água.

## Reprodução
Não se sabe muito sobre a reprodução dos radiolários, havendo controvérsias sobre esse assunto. Muitos pesquisadores assumem que os radiolários se reproduzem de forma sexuada, porém diversas espécies já estudadas reproduzem-se assexuadamente. A reprodução assexuada pode ocorrer por fissão binária ou fissões múltiplas. A fissão binária ocorre quando a célula inicial se divide em duas, ou seja, envolve a divisão da célula mãe em duas células filhas. Entretanto, apenas uma delas herda a estrutura do esqueleto e a outra célula filha precisa reconstruí-lo. Na fissão binária, a divisão celular começa do núcleo para o ectoplasma. A fissão múltipla trata-se de uma fissão diploide do núcleo, que gera células filhas com o número completo de cromossomos. Assim, a célula mãe fragmenta-se e distribui suas estruturas entre as células filhas. A fissão múltipla ocorre por esporogênese e pode representar o estágio inicial da reprodução sexuada. Quando liberados na água devido à ruptura da cápsula central, os zoósporos podem formar outra célula ou se combinar para a formação de um zigoto. A reprodução sexuada pode ocorrer através do processo de gametogênese, através do qual diversos gametas são formados com apenas um conjunto de cromossomos na cápsula central. Posteriormente, essa célula incha e se rompe para liberar os gametas biflagelados. Após isso, os gametas se recombinam para formar uma célula adulta completa.

## Crescimento
O crescimento do esqueleto dos radiolários apresenta um padrão geométrico característico para cada espécie e não há um padrão contínuo. O esqueleto alterna períodos de crescimento mais rápido com períodos mais lentos. Essas fases de crescimento são controladas pela fisiologia da célula e por um estreito intervalo de temperatura. A secreção de sílica e outras substâncias minerais ocorre predominantemente no ectoplasma. Os estágios de desenvolvimento esquelético são: juvenil, intermediário e adulto.

## Tempo de vida
Em cultivos de laboratório, o tempo de vida médio de um radiolário é de três semanas.

## Alimentação
Os radiolários têm várias maneiras de se alimentar e caçar, apresentando um apetite voraz. A maioria das espécies consome uma ampla variedade de presas vegetais e animais. Algumas espécies são onívoras e predam silicoflagelados, tintinídeos, diatomáceas, algas, bactérias, copépodos, ciliados, larvas de crustáceos e pequenos cnidários. Alguns grupos possuem preferências alimentares. Por exemplo, os espumelários espinhosos têm preferência pela predação de zooplâncton, enquanto espumelários não-espinhosos tendem a preferir fitoplâncton. A digestão ocorre nos vacúolos digestivos.
Um dos sistemas de caça usados pelos radiolários é do tipo passivo (isto é, sem perseguição à presa). Neste caso, o indivíduo permanece flutuando e aguardando o encontro com outros microorganismos. Quando a presa está ao alcance de seus axópodos, ele libera uma substância narcótica que paralisa a presa e a deixa aderida. Posteriormente, os filópodes cercam a presa e deslizam lentamente até atingir a membrana celular, formando o vacúolo digestivo. É dessa forma que a digestão começa, terminando quando a presa é completamente absorvida. Durante o ato de caçar e engolir a presa, a célula se deforma completamente.
Alguns radiolários têm outra maneira de se nutrir quando a disponibilidade de alimento é escassa. Neste caso, sua nutrição é realizada através da simbiose. Esse sistema alternativo de nutrição consiste no abrigo de zooxantelas em seus vacúolos citoplasmáticos, criando uma relação simbiótica. Dessa forma, eles assimilam o dióxido de carbono e as zooxantelas usam energia luminosa para fotossintetizar e produzir matéria orgânica para os radiolários. Para isso, eles migram para a superfície durante o dia e retornam para o fundo do oceano durante a noite. As zooxantelas também se movem dentro deles. No período do dia elas estão distribuídas na periferia da célula e durante a noite posicionam-se em direção à parede capsular.
Alguns grupos de radiolários podem abrigar vários milhares de zooxantelas ao mesmo tempo e a relação simbiótica é encerrada antes da reprodução ou na morte da célula, através da digestão ou expulsão dessas microalgas. A transferência de carbono por parte dos simbiontes é de grande importância para a nutrição dos radiolários, pois permite que eles sobrevivam por longos períodos sem nutrição externa. Nos grupos formados pela superordem Polycystina, os dinoflagelados são os simbiontes mais comuns, podendo ocorrer também primnesiofitas.

## Distribuição
Os radiolários toleram fortes variações de salinidade. Assim, eles possuem ampla distribuição espacial em toda a coluna de água, habitando desde águas próximas à superfície até aproximadamente 5000 m de profundidade. Sua maior abundância é observada entre 50 e 100 m de profundidade. Variações morfológicas são observadas entre espécies que habitam águas superficiais quentes e espécies que habitam águas profundas e frias. Espécies de água quente tendem a apresentar esqueletos delicados, enquanto espécies de águas frias tendem a apresentar esqueletos mais robustos.
As áreas com maior abundância de radiolários geralmente estão associadas a zonas oceânicas de ressurgência (ricas em nutrientes). Poucas formas apresentam preferência por águas neríticas e alguns indivíduos podem ser carregados acidentalmente para grandes baías. Os radiolários atingem sua máxima diversidade em águas tropicais, enquanto regiões de latitudes mais elevadas são caracterizadas por grande abundância e baixa diversidade de formas.

## Importância dos fósseis
Os radiolários são úteis como ferramenta bioestratigráfica e paleoambiental. Eles auxiliam na classificação de rochas de acordo com seu conteúdo fóssil, na definição de biozonas e no desenvolvimento de mapas de temperatura e paleotemperatura da superfície do mar. Os radiolários também podem ser empregados na reconstrução de modelos de paleocirculação marinha e na estimativa de paleoprofundidades. Os restos dos esqueletos de sílica desses organismos fornecem informações relevantes para a determinação da idade dos sedimentos, atuando também como indicadores de parâmetros paleoecológicos, paleoceanográficos e bioestratigráficos que contribuem para o conhecimento da evolução geológica de continentes e bacias oceânicas.

## Radiolários de Haeckel
O biólogo alemão Ernst Haeckel foi autor de alguns desenhos (da sua Kunstformen der Natur) famosos a respeito dos radiolários. Esses desenhos despertaram a admiração generalizada dos microscopistas da Era Vitoriana e provocaram um enorme surto de interesse científico por essas formas de vida, assim como ocorreu com foraminíferos e diatomáceas.

### Ilustrações daKunstformen der Natur(1904)

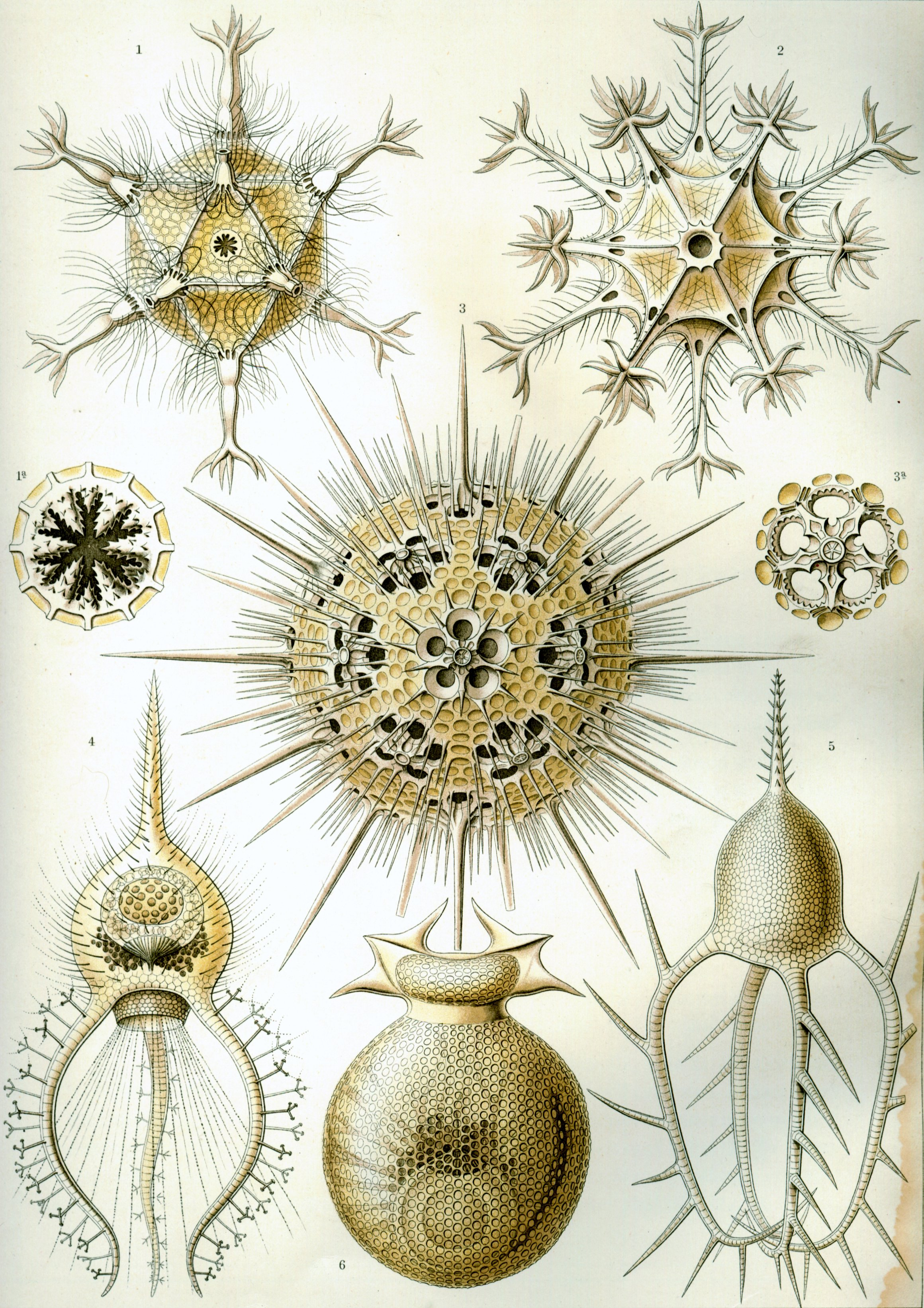
1. Phaeodaria
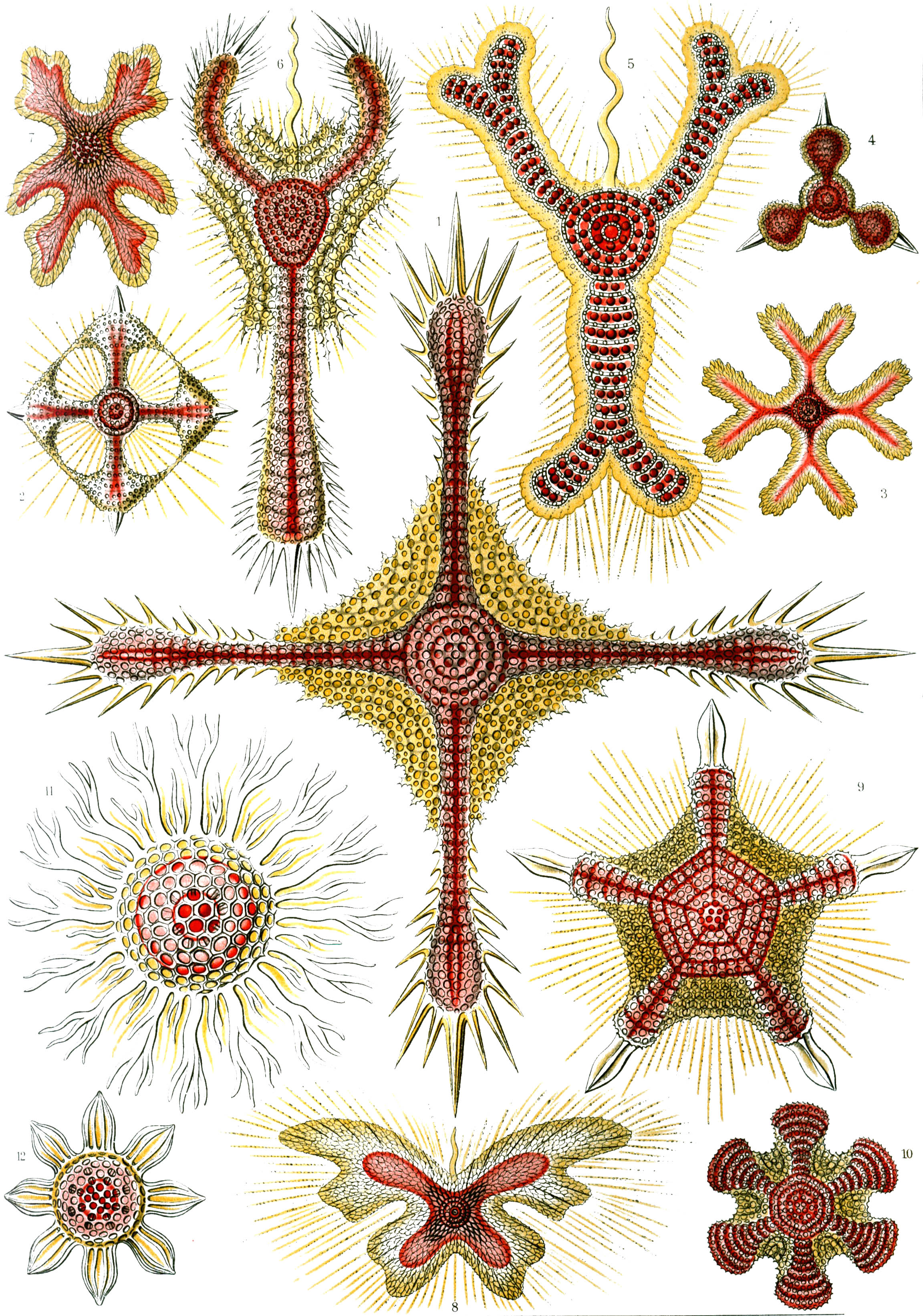
11. Discoidea
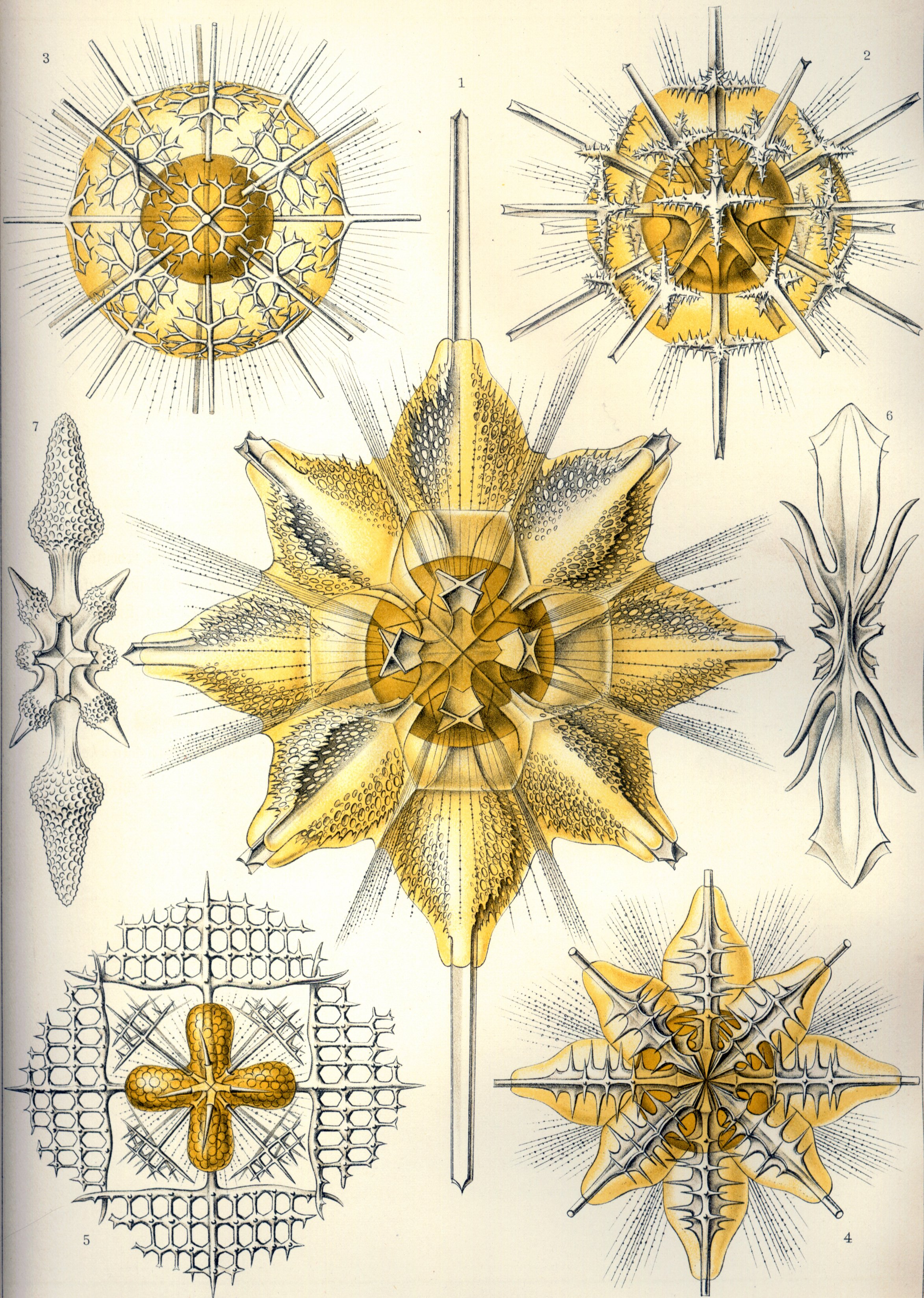
21. Acanthometra
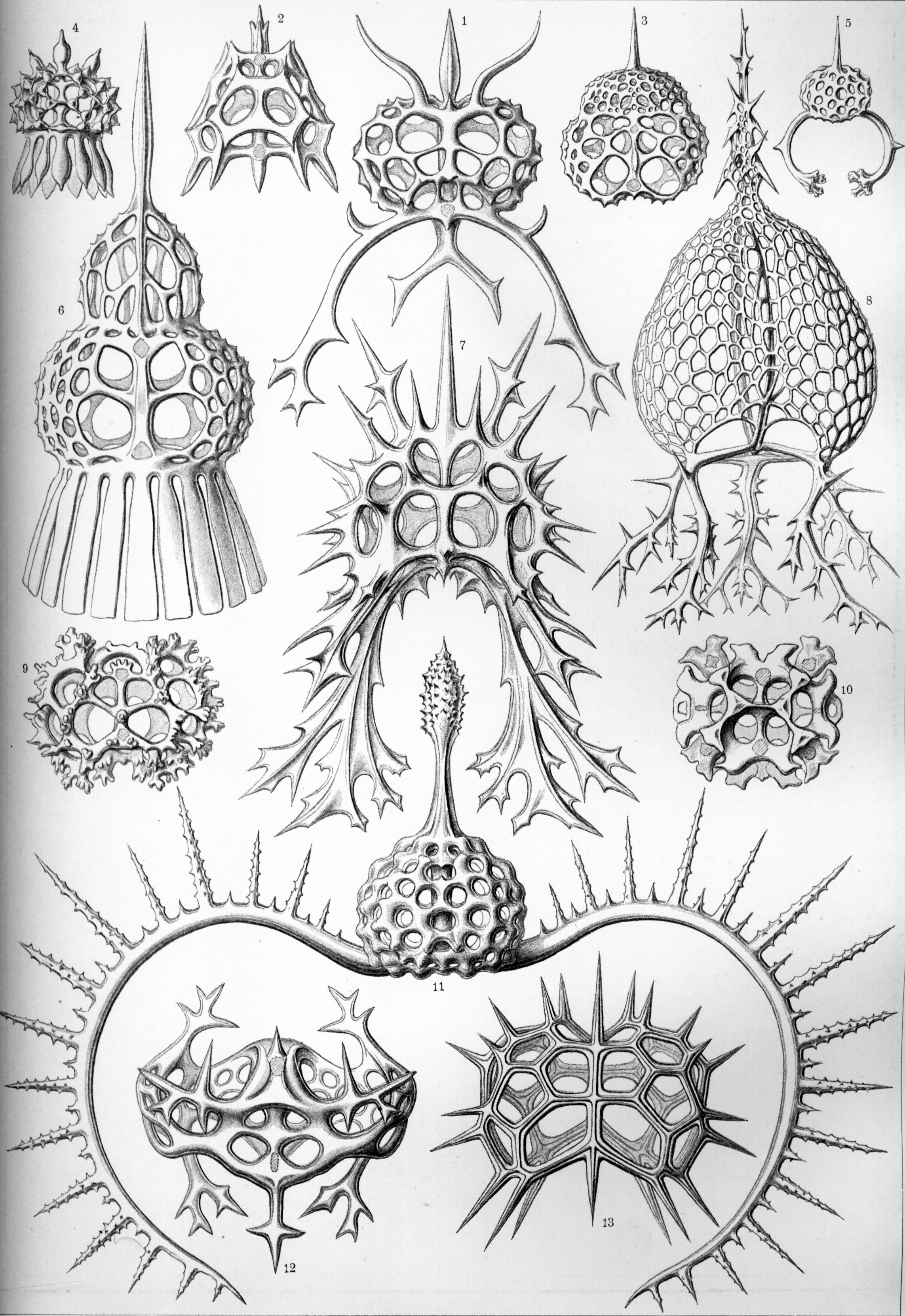
22. Spyroidea
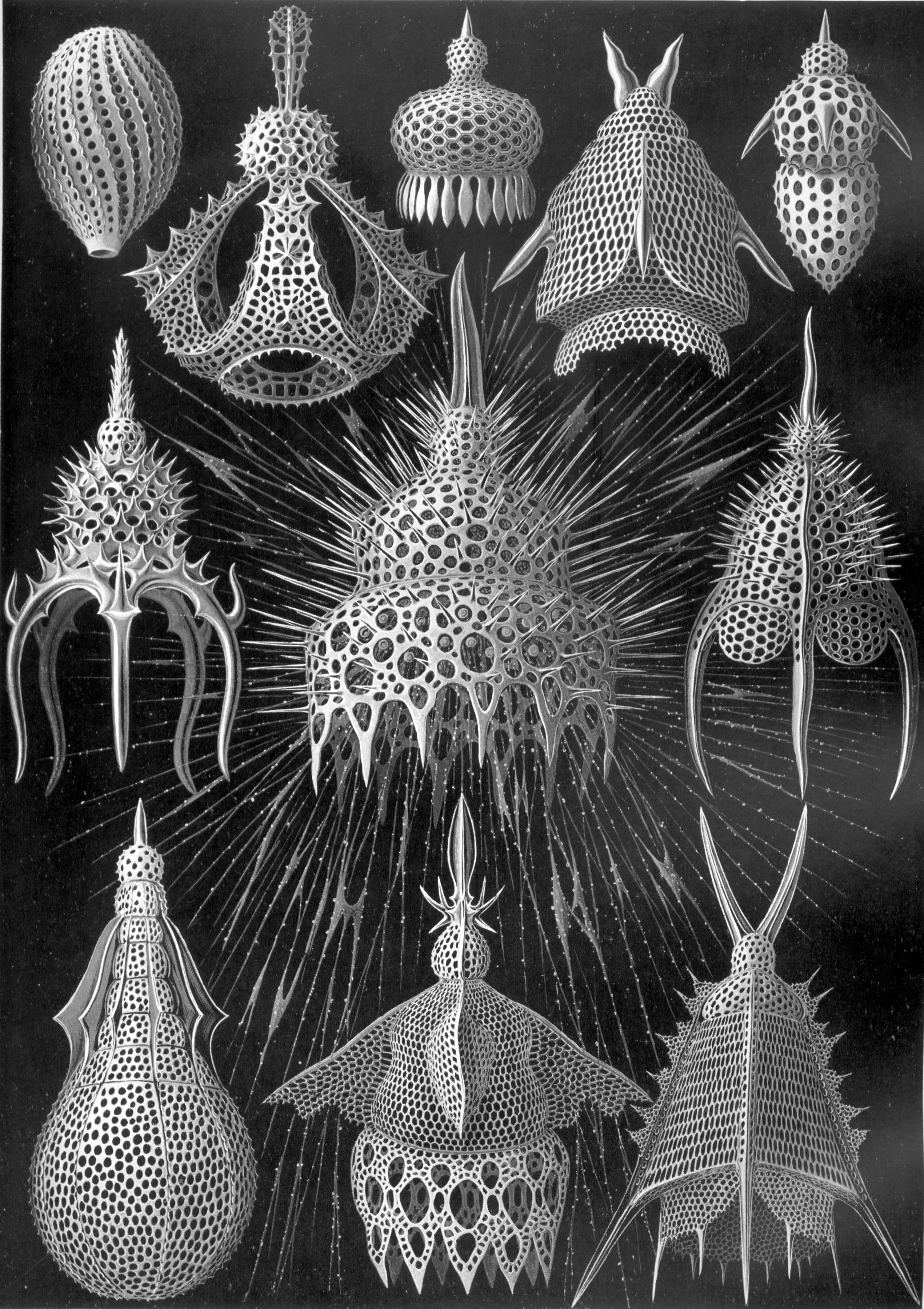
31. Cyrtoidea
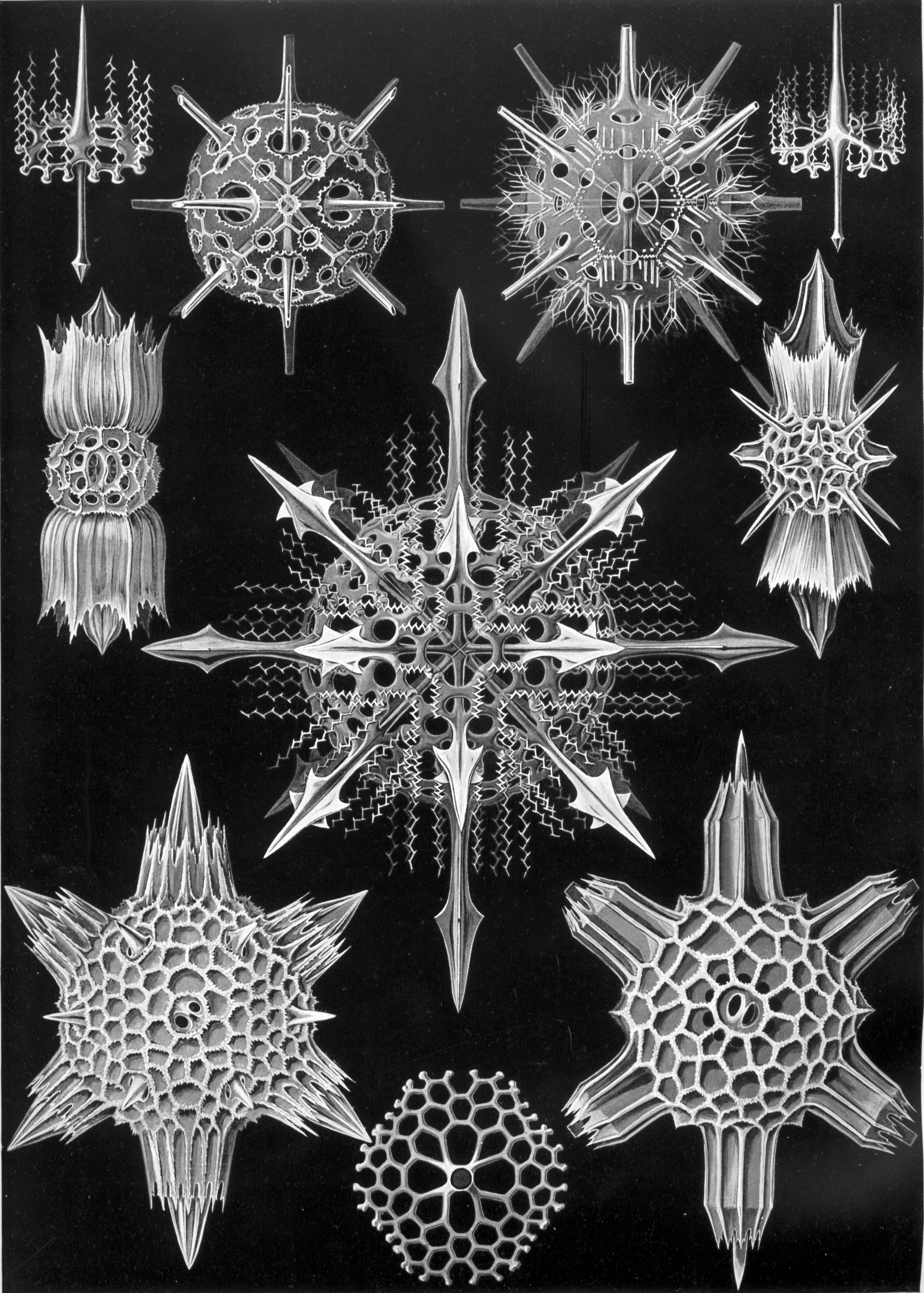
41. Acanthophracta
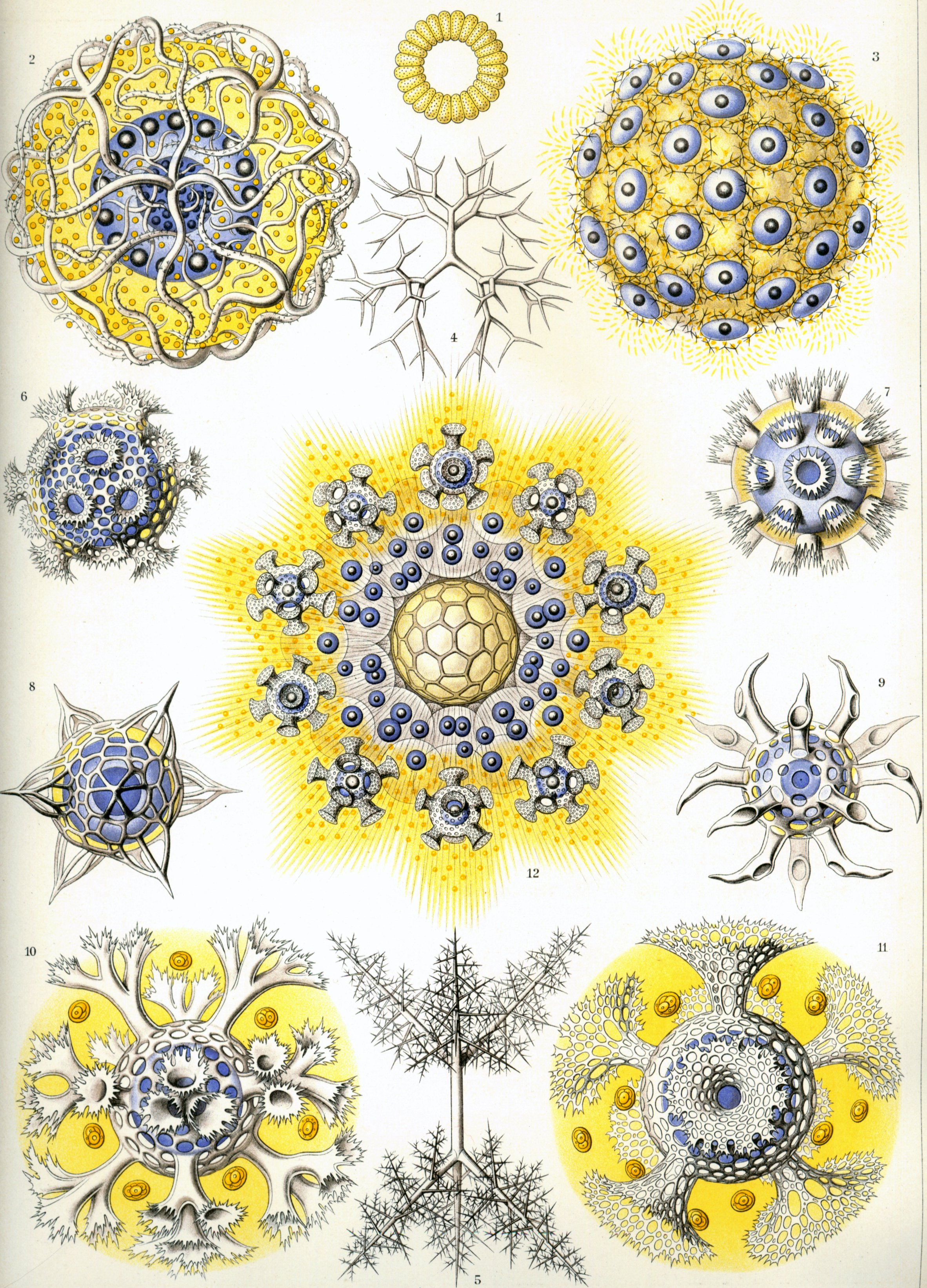
51. Polycyttaria
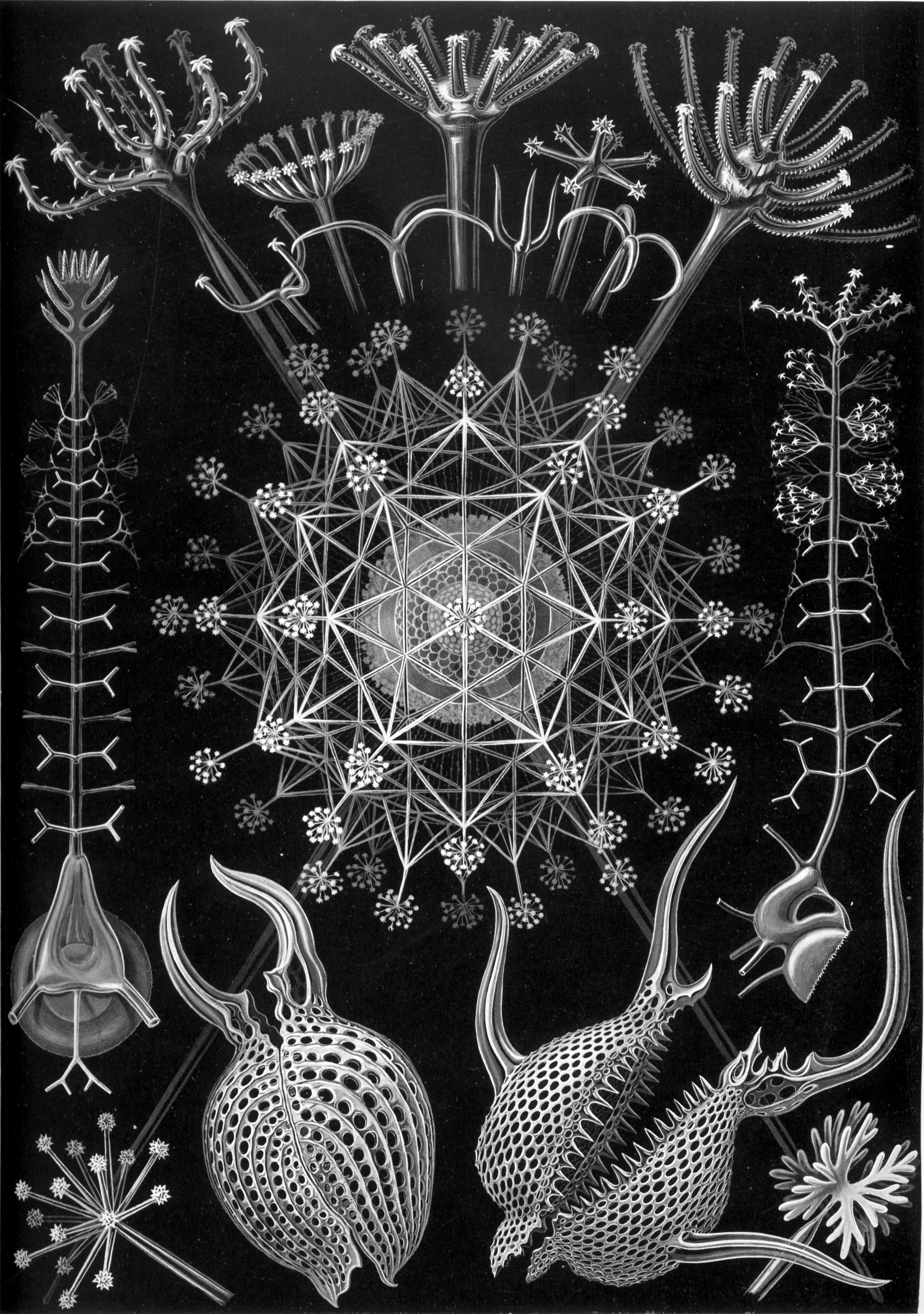
61. Phaeodaria
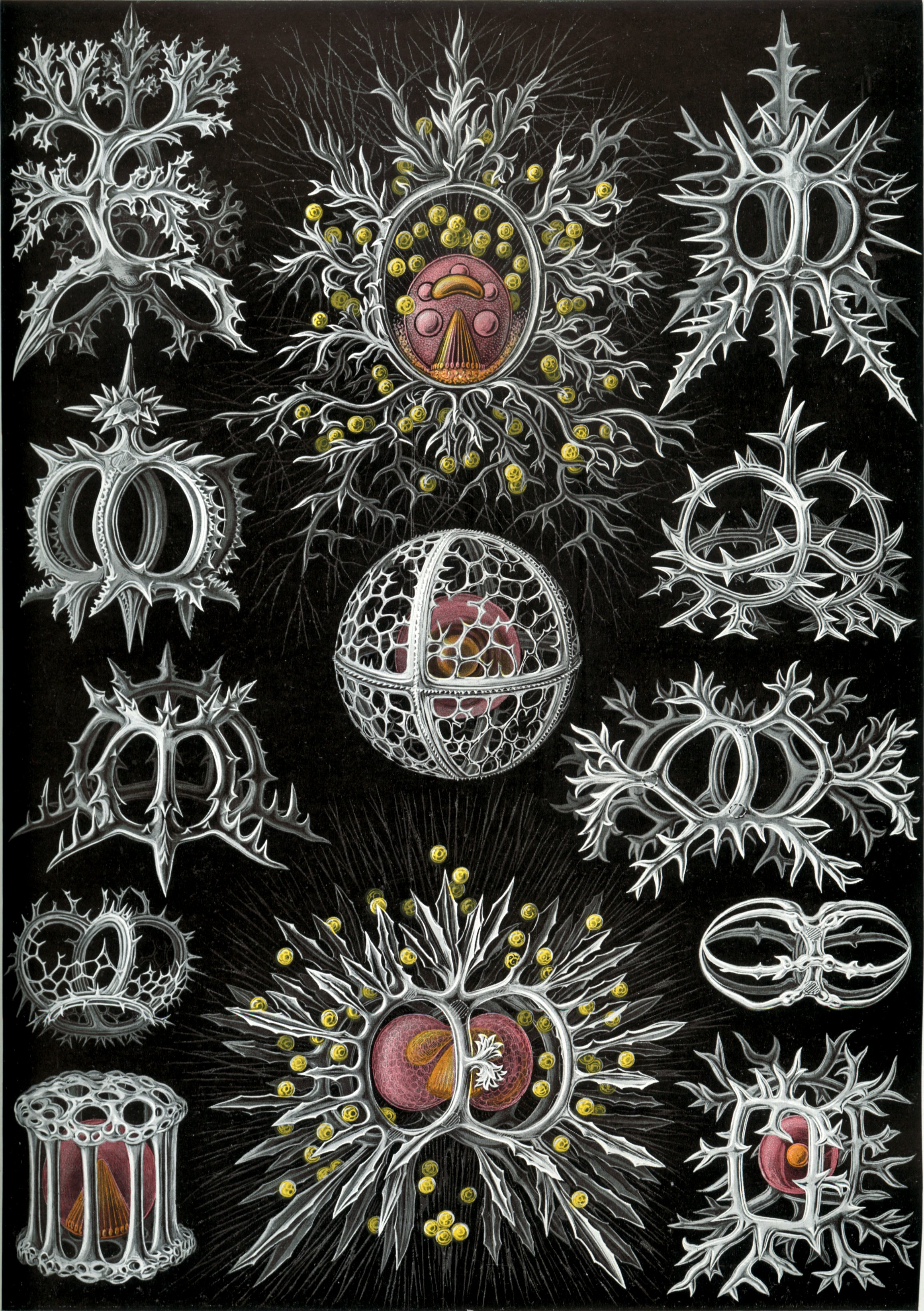
71. Stephoidea
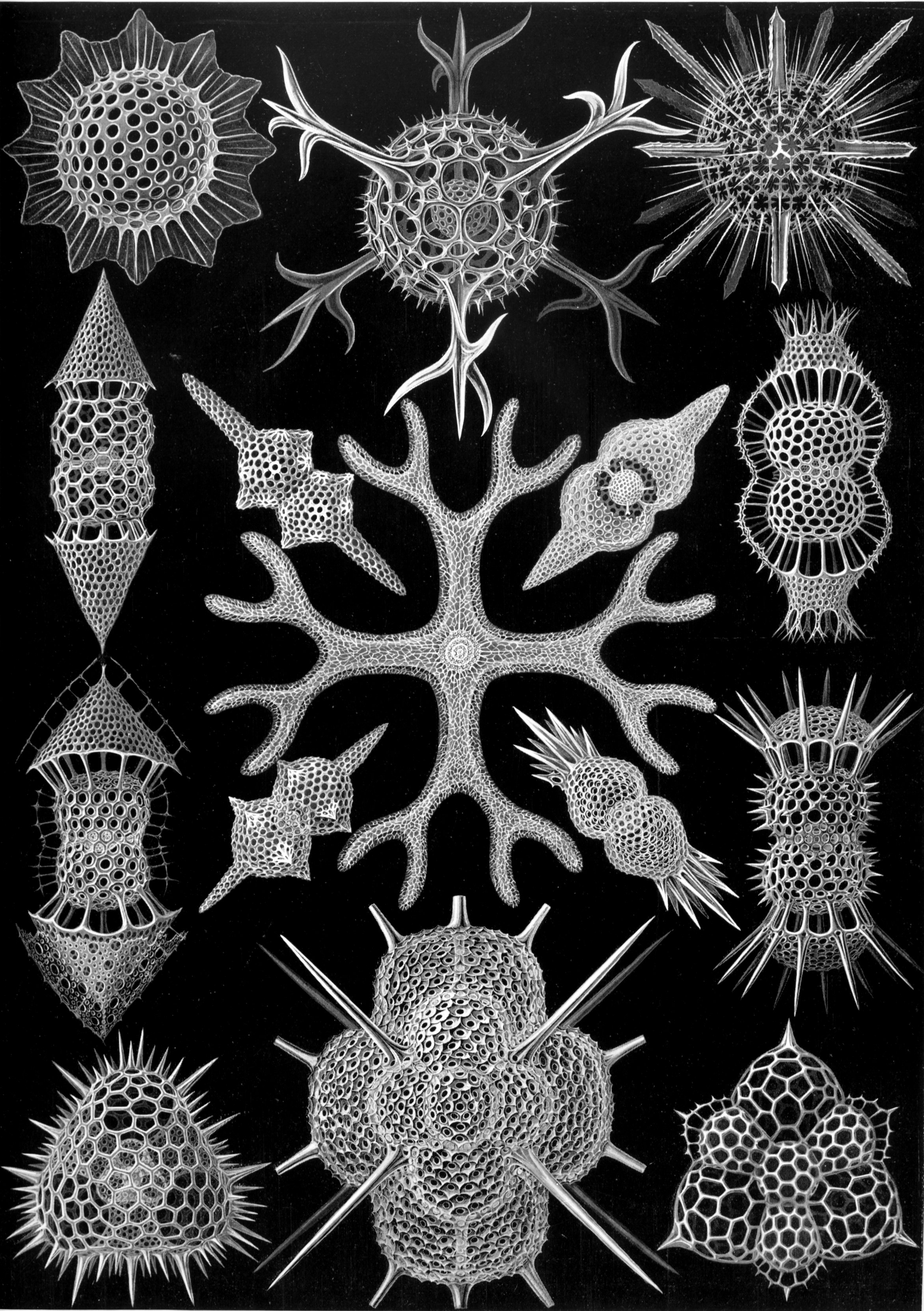
91. Spumellaria